# نمایش باید ادامه پیدا کند
نمایش باید ادامه پیدا کند (انگلیسی: The Show Must Go On) فیلمی در ژانر درام است که در سال ۲۰۰۷ منتشر شد. از بازیگران آن می‌توان به سونگ کانگ-هو و چوی ایل هوا اشاره کرد.